# Jesus Aputen Cabrera
Jesus Aputen Cabrera (* 12. Dezember 1940 in Manila) ist Altbischof von Alaminos.

## Leben
Jesus Aputen Cabrera empfing am 11. April 1964 die Priesterweihe. Papst Johannes Paul II. ernannte ihn am 5. Mai 1980 zum Weihbischof in Lingayen-Dagupan und Titularbischof von Thisiduo.
Der Apostolische Nuntius auf den Philippinen, Bruno Torpigliani, weihte ihn am 5. Mai 1980 desselben Jahres zum Bischof; Mitkonsekratoren waren Federico G. Limon SVD, Erzbischof von Lingayen-Dagupan, und Juan C. Sison, Erzbischof von Nueva Segovia.
Am 22. April 1985 wurde er zum Bischof von Alaminos ernannt und am 28. Juni desselben Jahres in das Amt eingeführt. Von seinem Amt trat er am 1. Juli 2007 zurück.